# 科學技術聯合大學院大學

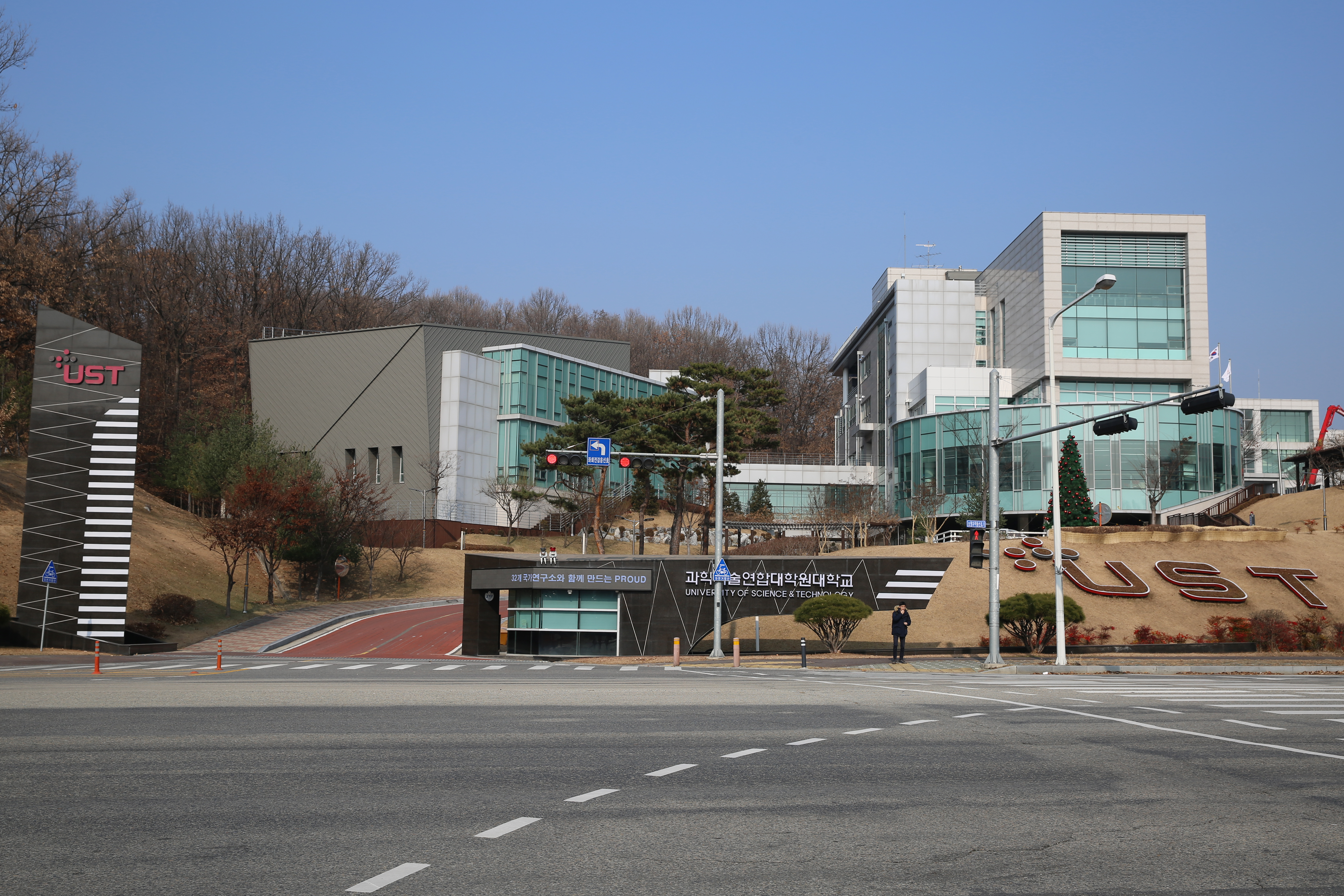
科學技術聯合大學院大學

科學技術聯合大學院大學（韓語：과학기술연합대학원대학교），通常按英文缩写简称为UST，是一組位於大韓民國首爾特別市、水原市、昌原市、大田廣域市等地的公立大學。大學在2003年由大韓民國未來創造科學部創立，只提供研究生課程，致力提供世界級的科學、工程學研究。

## 外部連結
- 官方網站 （页面存档备份，存于） （英文）